# 杨林肥酒
杨林肥酒是雲南省昆明市嵩明縣杨林出产的一系列兼香型白酒。

## 歷史
杨林所酿绿色之酒于唐代至明代均有文字记录，但于清初失传。1880年，杨林“裕宝号”店主陈鼎依照兰茂所著《滇南本草》中的《药酒仙方》和《水酒十八方》重新酿出绿酒，并取名“杨林肥酒”，以地名杨林为首，肥酒取其养生健康之意。

## 酿造工藝
杨林肥酒以玉米、小麦、糯米、和高粱为主料，花俩月先酿成小曲酒，然后以大枣、拐枣、陈皮、丁香、菊花、肉桂、栀子、蜂蜜、小茴香、豌豆尖、竹叶等十余味中药入酒炮制三年后，再进行提纯、调味、封缸、存贮等工序；期间因小茴香、豌豆尖、竹叶等所加草药，酒体呈绿色，从开始到开坛饮用共须泡粮、蒸粮、出甑摊凉、翻粮、加曲加酶、进池保温、配糟、出池、摊凉、入坛发酵、蒸馏等十二道传统酿造工艺。1956年当局在“裕宝号”基础上成立国营云南杨林肥酒厂扩大生产，2004年被龙润集团收购。

## 榮譽
2011年，杨林肥酒被商务部认定为“中华老字号”。2012年、2013年相继入选昆明市和云南省非物质文化遗产。